# نور زیتون
نور زیتون (به ارمنی: Նոր Զեյթուն) یک منطقه مسکونی در ارمنستان است که در ایروان واقع شده‌است.